# أنيسة لحماري
أنيسة لحماري (من مواليد 17 فبراير 1997) هي لاعبة كرة قدم مغربية تلعب كلاعبة خط وسط لنادي ليفانتي في الدوري الإسباني الدرجة الأولى والمنتخب المغربي الوطني.

## إحصائيات المهنة

### دولية
| الفريق الوطني   | سنة             | الظهور | الأهداف |
| --------------- | --------------- | ------ | ------- |
| الجزائر         | 2023            | 1      | 0       |
| المغرب          | 2023            | 5      | 1       |
| المجموع الوظيفي | المجموع الوظيفي | 6      | 1       |

## روابط خارجية
- أنيسة لحماري على موقع الاتحاد الأوربي (الإنجليزية)
- أنيسة لحماري على موقع قاعدة بيانات كرة القدم.إي يو (الإنجليزية)
- أنيسة لحماري على موقع Soccerway.com (الإنجليزية)
- أنيسة لحماري على موقع عالم كرة القدم.نت (الإنجليزية)